# Gewoon eikenbladzwammetje
Het gewoon eikenbladzwammetje (Gymnopus dryophilus) is een schimmel behorend tot de familie Omphalotaceae. Het is een paddenstoel die veel voorkomt in gematigde bossen van Europa en Noord-Amerika. Het groeit op strooisel in zowel loof- als naaldbossen. Over het algemeen is het een saprofiet (leeft van dood plantaardig materiaal), maar af en toe tast het ook levend hout aan. 

## Kenmerken
Hoed
De hoed heeft een diameter van 2 tot 5 cm. De kleur is lichtbruin tot oranjegeel met een lichter gekleurde en vaak doorschijnend gestreepte rand. De vorm is gewelfd tot vlak, soms met een bescheiden umbo. Zeer hygrofaan, droogt wittig op met een wat donkerder blijvend centrum. Voelt ietwat vettig aan. 
Lamellen
De lamellen staan vrij dicht bij elkaar, zijn uitgebocht aangehecht aan de steel en wit-beige van kleur.
Steel
De steel heeft een lengte van 2 tot 8 cm en een dikte van 2 tot 6 mm. Hij is dun, hol en glad zonder haren. De kleur is dezelfde als die van de hoed.
Geur
De zwam ruikt gekruid en aangenaam, volgens sommigen naar zaagsel.
Sporenprint
De sporenprint is wit. 

### Microscopische kenmerken
De sporen van 4-7 × 2-4 micrometer zijn glad en elliptisch of enigszins druppelvormig, hyaliene, inamyloïde. De basidia zijn 4-sporig. De cheilocystidia zijn onregelmatig knotsvormig en hebben brede uitlopers, die zich voornamelijk aan het bovenste uiteinde van de cystidia bevinden. Pleurocystidia zijn niet aanwezig. 
Aan de hand van sporenvergelijking denkt men dat Gymnopus dryophilus een verzameling van soorten betreft, namelijk G. brunneolus, G. earleae en G. subsulphureus.

## Verspreiding
Het gewoon eikenbladzwammetje komt voor in het Holarctisch gebied, in Zuid-Amerika (Venezuela) en Australië, mogelijk ook kosmopolitisch. Zo is de schimmel te vinden in Noord-Amerika, Europa en de Canarische Eilanden, in Noord-Afrika (Marokko) en Azië. In Noord-Amerika strekt het gebied zich noordwaarts uit in de VS en Canada tot Alaska en Groenland. In Azië is bewijs te vinden in Klein-Azië, in de Kaukasus, in Israël, in Siberië, op Kamtsjatka, maar ook in Korea en Japan.
In Europa strekt het gebied van voorkomen zich uit van Verenigd Koninkrijk, de Benelux-landen en Frankrijk in het westen tot Estland, Wit-Rusland en Rusland in het oosten, in het zuiden tot Spanje, Italië, Macedonië, Bulgarije en de Krim en in het noorden tot IJsland en Fennoscandinavië. Waarnemingen zijn bekend tot ver binnen de poolcirkel.
In Nederland en België komt de soort algemeen voor in de maanden mei tot en met november.

## Eetbaarheid
De hoed kan gekookt worden gegeten. De steel is taai. Bij onderzoek zijn in de zwam ontstekingsremmers en betaglucaan gevonden.

## Foto's

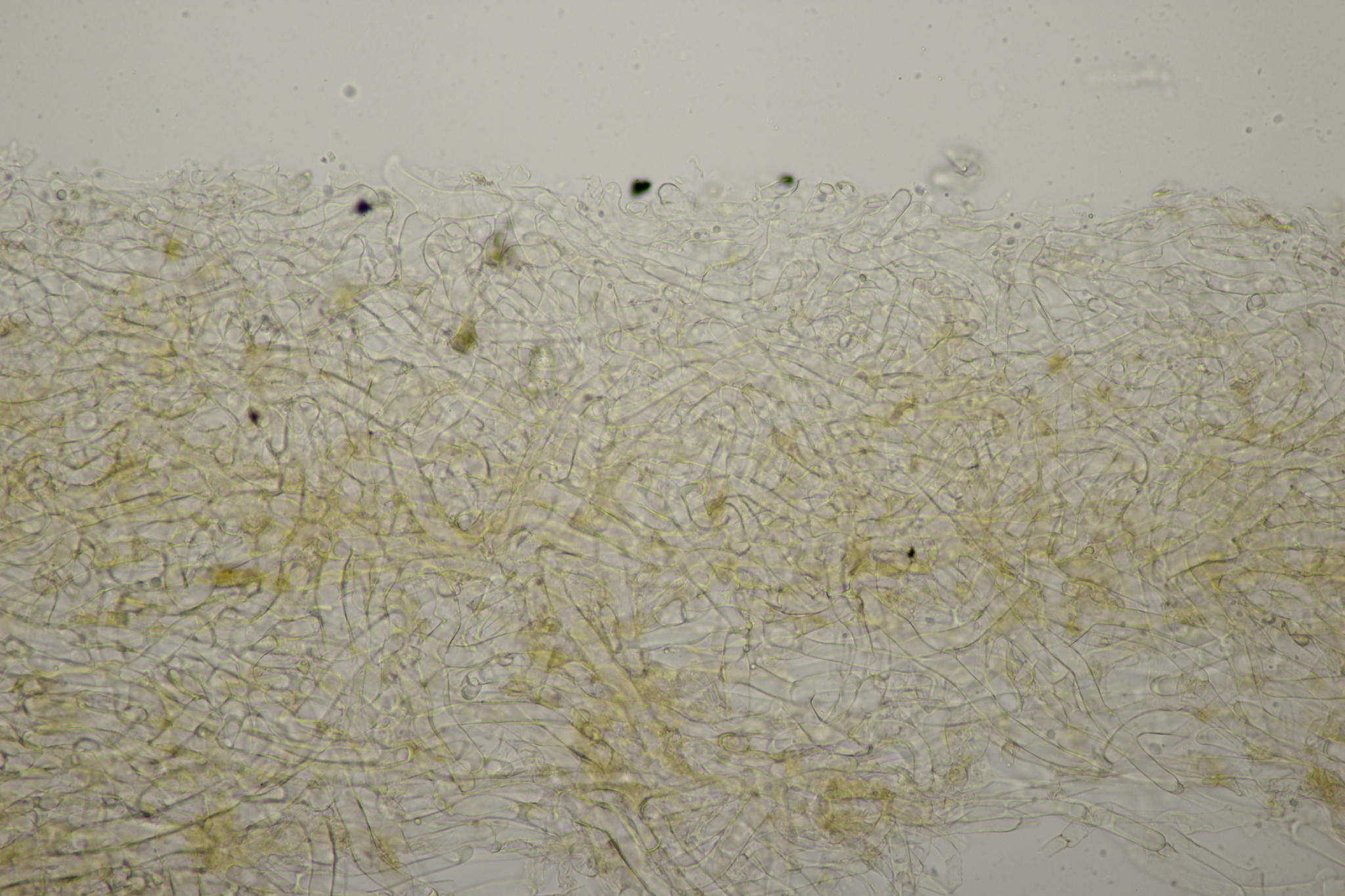
Hyfen
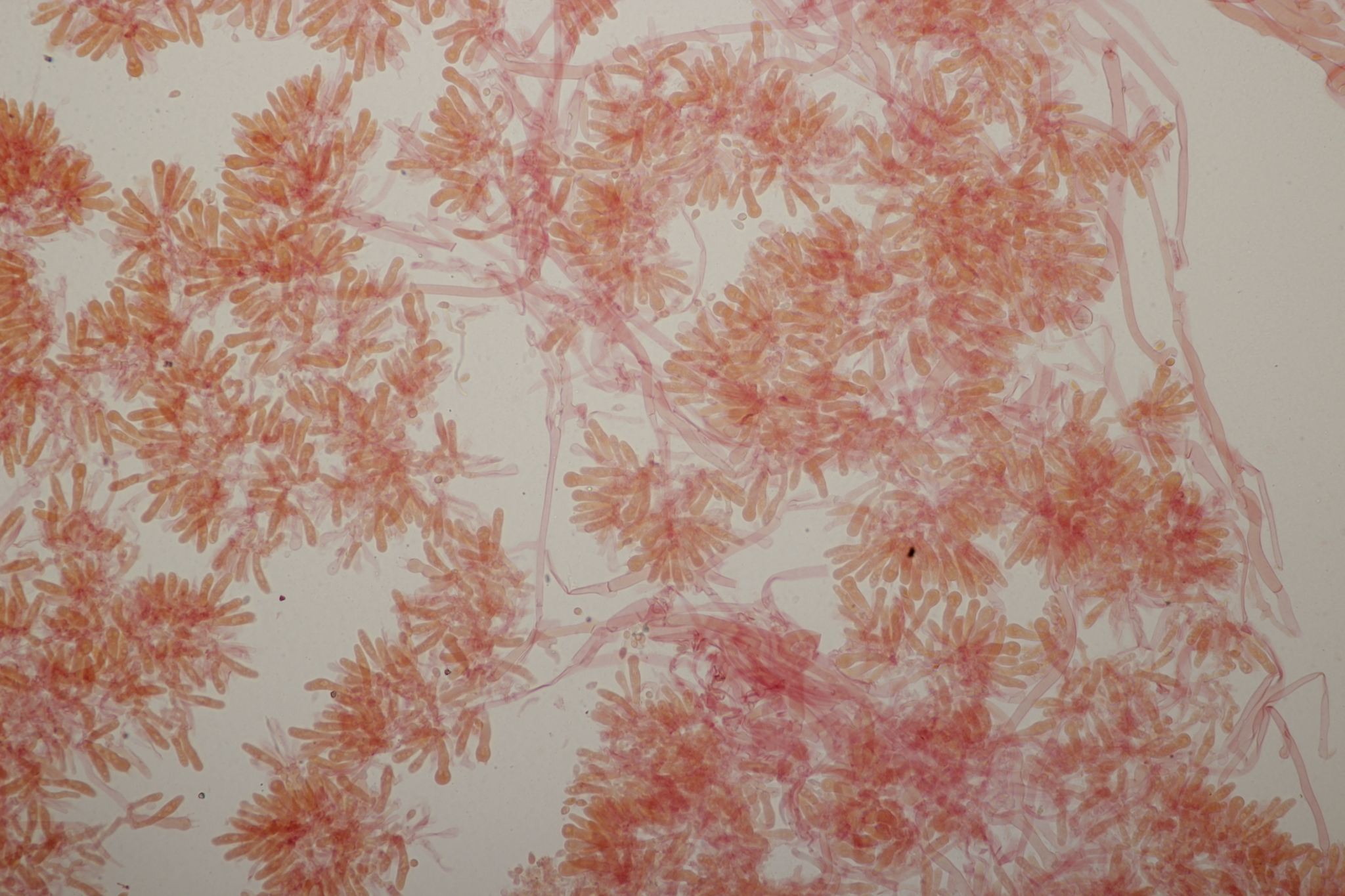
Cystidia
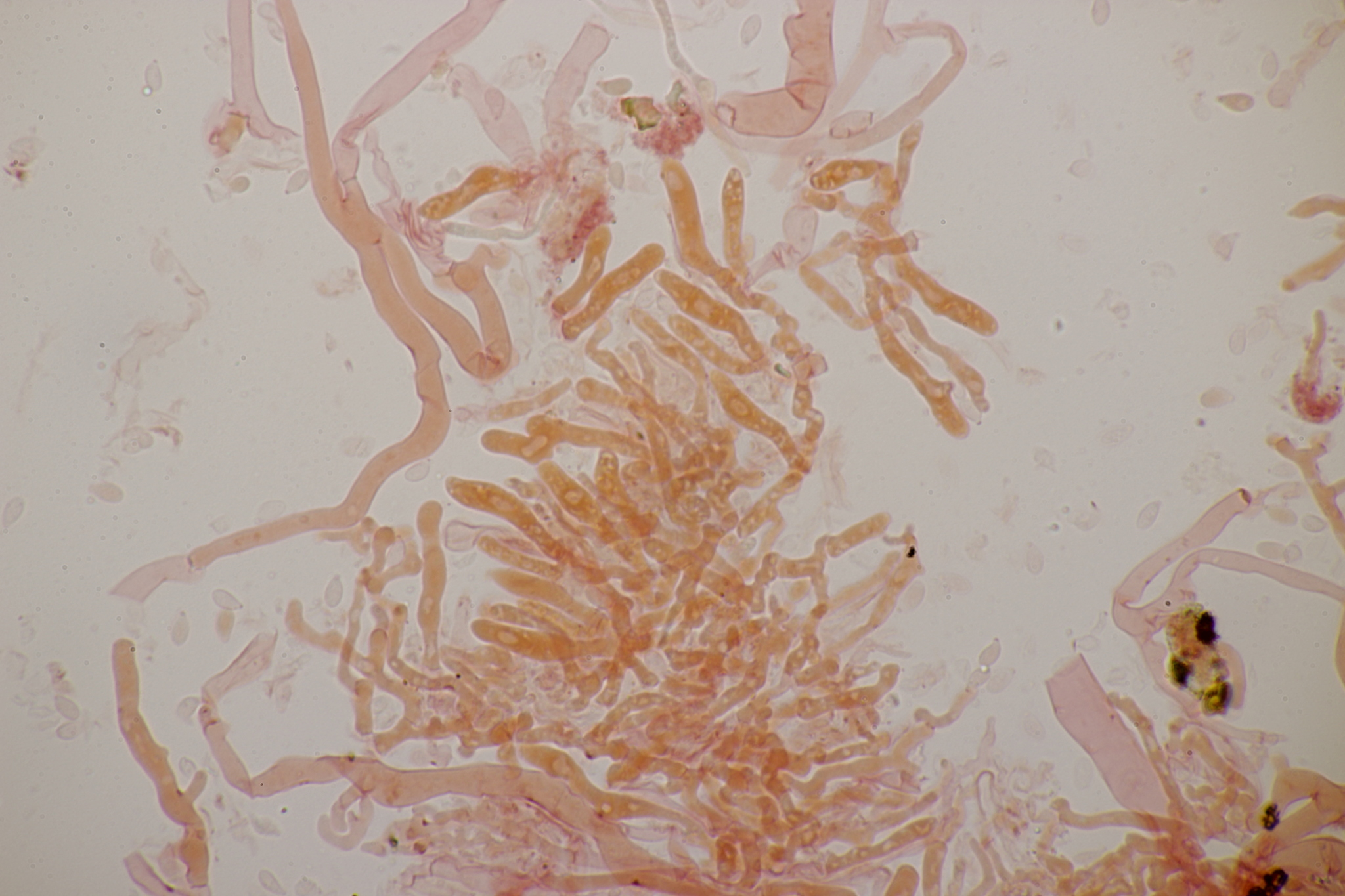
Cystidia